# Alma (keresztnév)
Az Alma az Amal- kezdetű germán nevek (Amalberga, Amalgund) önállósult német becézője. Ez a névelem valószínűleg az Amal gót királyi család nevéből való. 

## Jelentése
Az alma ezenkívül latin szó is, aminek jelentése kegyes, tápláló.

## Rokon nevek
Elma

## Gyakorisága
Az újszülötteknek adott nevek körében az 1990-es években igen ritkán fordult elő. A 2000-es és a 2010-es években sem szerepelt a 100 leggyakrabban adott női név között.
A teljes népességre vonatkozóan az Alma sem a 2000-es, sem a 2010-es években nem szerepelt a 100 leggyakrabban viselt női név között.

## Névnapok
- július 10.[2]

## Híres Almák
„Alma” utónevű személyek szócikkeinek listája a Wikidata alapján